# Філіп Макдональд
Філіп Макдональд (англ. Philip MacDonald) — британський письменник детективного та науково-фантастичного жанру.

## Біографія
Народився в Лондоні, син письменника Рональда Макдональда та актриси Констанс Робертсон. Онук письменника, поета, священника Джорджа Макдональда. Під час Першої світової війни Філіп служив у британській кавалерії в Месопотамії, пізніше дресував коней для армії і брав участь у змаганнях зі стрибків з конем. Він також дресирував німецьких догів. Після одруження з письменницею Ф. Рут Говард Мкдональд переїхав до Голлівуду в 1931 році. Він був одним з найпопулярніших письменників детективів у 1930-х роках. Упродовж 1931—1963 років написав багато сценаріїв фільмів, для радіо та телебачення. Разом із батьком написав дві книги під спільним псевдонімом «Олівер Флемінг».
Його детективні романи, особливо ті, де діє персонаж Ентоні Гетрін (Anthony Gethryn), є в першу чергу особливими таємницями в зачиненій кімнаті.
Його роман «Х проти Рекса» (1933), він же «Таємниця мертвої поліції», є раннім прикладом того, що став відомим як роман про серійного вбивцю (ще до введення самого терміну «серійний вбивця»), в якому несамовитий вбивця вбиває поліцейських один за одним. Мабуть, його найвідомішим романом є «Список Адріана Месенджера».
У період з 1930 по 1933 рік він писав у середньому по п'ять кримінальних романів на рік.
Його робота над сценарієм включала не лише сценарії за мотивами його власних творів, а й багато інших. Його роман «Патруль» 1927 року був виданий як одна з перших двадцяти книг видавництва «Пінгвін» (Penguin Books).
Він писав телевізійні сценарії для серіалу «Альфред Гічкок представляє» («Домашнє насильство», 1957) та «Перрі Мейсон» («Справа поганої друкарки», 1958).
Під псевдонімом «В. Дж. Стюарт», Макдональд написав роман-новелізацію за американським культовим науково-фантастичним фільмом «Заборонена планета» 1956 року. Три кримінальні романи були написані під псевдонімом «Мартін Порлок».
Двічі виграв щорічну премію Едгара По за найкраще оповідання, в 1953 році за «Щось приховувати» і в 1956 році за «Мрію, не більше».
Критичний нарис про кримінальні романи Макдональда опублікований у книзі С. Т. Джоші «Різновиди кримінальної літератури» (Wildside Press, 2019).

## Твори

### Як Олівер Флемінг (написані з Рональдом Макдональдом)
- Ambrotox and Limping Dick (1920) (Амбортокс і кульгаючий сищик);
- The Spandau Quid (1923) (Суть Шпандау).

### Як Ентоні Лавлесс
- Harbour (1931) (Гавань);
- Moonfisher (1931) (Місячний рибалка).

### Як Мартін Порлок
- Mystery at Friar's Pardon (1931) (Таємниці прощення монахів);
- Mystery in Kensington Gore (a.k.a. Escape) (1932) (Таємниця Кенсінгтонської трясовини, або Втеча)
- X v. Rex (a.k.a. The Mystery of Mr. X and Mystery of the Dead Police) (1933) (X проти Рекса, або Таємниця містера X чи Таємниця мертвої поліції).

### Як В.Д.Стюарт
- Forbidden Planet (1956) (Заборонена планета) (новелізація культового американського фільму «Заборонена планета»).

### Як Воррен Стюарт
- The Sword and the Net (Меч і мережа) (1941).

## Фільми, зняті за творами Макдональда
- 1929 — Lost Patrol[en] (Загублений патруль);
- 1932 — The Rasp[en] (Рашпіль);
- 1932 — Rynox[en] (компанія «Рінокс»);
- 1934 — The Lost Patrol[en] (Загублений патруль);
- 1934 — The Mystery of Mr. X[en] (Тайна містера Ікс);
- 1934 — Menace[en] (Загроза);
- 1936 — The Princess Comes Across[en] (Принцеси зустрічаються випадково);
- 1937 — Who Killed John Savage?[en] (Хто вбив Джона Севеджа);
- 1939 — A Gentleman's Gentleman (Джентльменський джентльмен);
- 1939 — The Nursemaid Who Disappeared[en] (Медсестра, яка зникла);
- 1940 — Hangman's Noose[en] (Петля ката);
- 1942 — Nightmare[en] (Кошмар);
- 1942 — Whispering Ghosts[en] (Шепіт привидів);
- 1943 — Sahara (Сахара);
- 1944 — Action in Arabia[en] (Акція в Аравії);
- 1945 — Dangerous Intruder[en] (Небезпечний зловмисник);
- 1952 — The Hour of 13[en] (13-а година);
- 1963 — The List of Adrian Messenger[en] (Список посланця Адріана).